# Gendang Timur
Gendang Timur is een bestuurslaag in het regentschap Sumenep van de provincie Oost-Java, Indonesië. Gendang Timur telt 1871 inwoners (volkstelling 2010).